# ديفون أوديسا
ديفون أوديسا (بالإنجليزية: Devon Odessa)‏ هي ممثلة أمريكية، ولدت في 18 يناير 1974 في الولايات المتحدة.

## وصلات خارجية
- ديفون أوديسا على موقع IMDb (الإنجليزية)
- ديفون أوديسا على موقع قاعدة بيانات الفيلم (الإنجليزية)